# Myotis planiceps
Myotis planiceps (Baker, 1955) è un pipistrello della famiglia dei Vespertilionidi endemico del Messico.

## Descrizione

### Dimensioni
Pipistrello di piccole dimensioni, con la lunghezza totale tra 76 e 85 mm, la lunghezza dell'avambraccio tra 26,5 e 27,9 mm, la lunghezza della coda tra 25 e 37 mm, la lunghezza del piede tra 7 e 8 mm, la lunghezza delle orecchie tra 10 e 11 mm e un peso fino a 4 g.

### Aspetto
La pelliccia è lunga e setosa. Le parti dorsali sono bruno-rossastre, mentre le parti ventrali sono giallo-brunastre. La base dei peli è ovunque più scura. Le ali sono attaccate posteriormente alla base delle dita dei piedi, i quali sono piccoli. La coda è lunga ed inclusa completamente nell'ampio uropatagio. Il calcar è fornito di un piccolo lobo di rinforzo. Il cranio è notevolmente appiattito, mentre il rostro si restringe anteriormente.

### Ecolocazione
Emette ultrasuoni ad alto ciclo di lavoro sotto forma di impulsi di breve durata a frequenza modulata iniziale di 80–90 kHz e finale di 40–42 kHz

## Biologia

### Comportamento
Si rifugia nei crepacci.

### Alimentazione
Si nutre di insetti.

### Riproduzione
Nel mese di giugno sono stati osservati maschi attivi sessualmente e femmine che allattavano. 

## Distribuzione e habitat
Questa specie è conosciuta soltanto negli stati messicani nord-orientali di Coahuila, Nuevo León e Zacatecas.
Vive nelle foreste montane.

## Conservazione
La IUCN Red List, considerato che sono stati censiti soltanto 250 individui adulti all'interno di un areale limitato, classifica M.planiceps come specie in pericolo di estinzione (Endangered).